# 요아힘 카이저

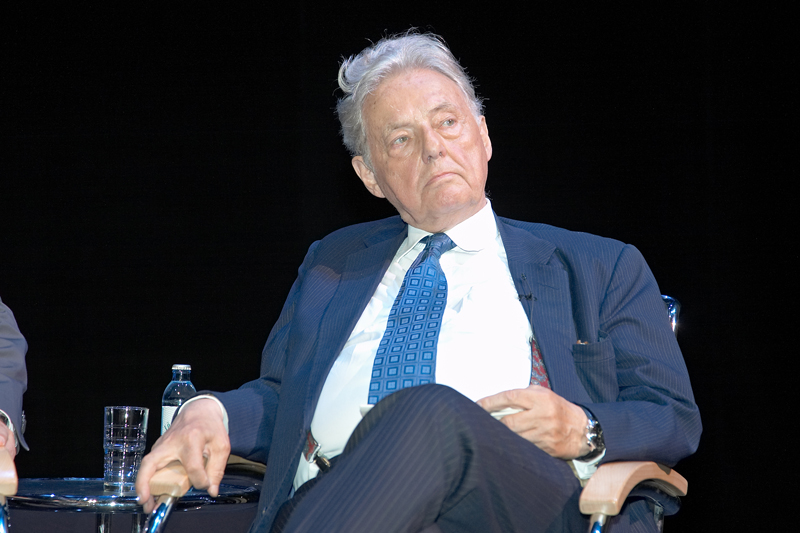

요아힘 카이저 (Joachim Kaiser, 1928년 12월 18일 ~ 2017년 5월 11일)는 독일의 음악, 문학, 연극 평론가이다. 1959년부터 그는 쥐트도이체 차이퉁에서 편집자로 일했다. 1977년부터 1996년까지 슈투트가르트 국립음대에서 음악사 교수로 재직했다.

## 삶
카이저는 1928년 동프로이센 (폴란드 밀키)의 밀켄 (Milken)에서 시골 의사의 아들로 태어났다. 문학과 음악은 어린 나이에 그에게 관심을 갖기 시작했으며 8세에 피아노를 연주하기 시작했다. 1945-1950년 중부 및 동부 유럽에서 독일인의 도주 및 추방 후 그는 빌헬름 체육관(함부르크) 에 참석했다. 그 후 그는 괴팅겐 대학교, 프랑크푸르트 대학교 및 튀빙겐 대학교에서 음악학, 독일학, 철학 및 사회학을 공부했다. 그의 동료 학생 중에는 음악학자 카를 달하우스와 Rudolf Stephan 이 있다.
1951년 6월 연극, 문학 및 음악 평론가로서 저널리스트 경력을 시작했다. 한스 베르너 리히터의 초청으로 카이저는 1953년부터 47그룹의 이벤트에 참가할 수 있었다. 1958년에 그는 프란츠 그릴파르처의 극적인 스타일 을 주제로 튀빙겐 대학교에서 독일학 박사 학위를 받았다.
카이저는 마르셀 라이히라니츠키와 함께 독일에서 가장 영향력 있는 비평가 중 한 사람이었다. 아르투르 루빈스타인, 블라디미르 호로비츠, 글렌 굴드, 스뱌토슬라프 리흐테르 및 프리드리히 굴다와 같은 획기적인 피아니스트 외에도 그는 젊은 해석가를 소개하고 피아노 연주 기술의 발전을 설명했다.
카이저는 리하르트 바그너의 작업에 특별한 연결을 느꼈고 바그너의 손자, 빌란트 와 볼프강 의 지시 하에 1951년 바이로이트 페스티벌의 새로운 시작을 지원하고 동반했다.